# Galo Blanco
Galo Blanco (* 8. Oktober 1976 in Oviedo) ist ein ehemaliger spanischer Tennisspieler.

## Leben
Blanco begann im Alter von fünf Jahren mit dem Tennissport. Mit 14 wurde er von Luis Corretja, dem Vater von Àlex Corretja, entdeckt und gefördert. 1994 gewann er die nationale spanische Jugendmeisterschaft durch einen Finalsieg gegen Carlos Moyá. 1995 wurde er Tennisprofi und konnte bereits im selben Jahr in Tampere seinen ersten Titelgewinn auf der ATP Challenger Tour feiern. Im darauf folgenden Jahr wurde er erstmals in den Top 100 geführt. 1997 erreichte er in Kitzbühel erstmals ein Halbfinale auf der ATP World Tour. Nach zwei weiteren Halbfinalteilnahmen 1998 konnte er 1999 seinen ersten und einzigen ATP-Turniersieg erringen, als er in San Marino seinen Landsmann Albert Portas besiegte. 2001 erreichte er das Finale von Acapulco, unterlag aber Gustavo Kuerten. Im Laufe seiner Karriere gewann er zudem vier Titel auf der ATP Challenger Tour. Seine höchste Notierung in der Tennis-Weltrangliste erreichte er mit Position 40 im Einzel (1998) und 338 im Doppel (2004).
Sein bestes Ergebnis bei einem Grand-Slam-Turnier im Einzel war sein Einzug 1997 ins Viertelfinale der French Open, in dem er nach seinem Achtelfinalsieg über Petr Korda gegen Patrick Rafter ausschied. 2000 „revanchierte“ er sich und schlug Titelverteidiger Rafter in der ersten Runde der US Open mit 7:6(3), 2:6, 6:3, 1:6 und 7:6(5). 2001 erreichte Blanco mit Siegen über Pete Sampras und Rainer Schüttler dort das Achtelfinale.
Nach seiner Profikarriere arbeitet Blanco als Tennistrainer. Er betreute Milos Raonic, von Mitte 2013 bis Mitte Dezember 2013 war er Trainer von Jürgen Melzer. Im Juni 2021 wurde er neuer Manager des amtierenden US-Open-Siegers Dominic Thiem.

## Erfolge
| Legende                       |
| Grand Slam                    |
| Tennis Masters Cup            |
| ATP Masters Series            |
| ATP International Series Gold |
| ATP International Series (1)  |
| ATP Challenger Tour (4)       |

### Einzel

#### Turniersiege

##### ATP Tour
| Nr. | Datum          | Turnier    | Belag | Finalgegner   | Ergebnis      |
| --- | -------------- | ---------- | ----- | ------------- | ------------- |
| 1.  | 9. August 1999 | San Marino | Sand  | Albert Portas | 4:6, 6:4, 6:3 |

##### Challenger Tour
| Nr. | Datum           | Turnier  | Belag | Finalgegner         | Ergebnis      |
| --- | --------------- | -------- | ----- | ------------------- | ------------- |
| 1.  | 24. Juli 1995   | Tampere  | Sand  | Christian Bergström | 6:3, 6:1      |
| 2.  | 22. April 1996  | Prag     | Sand  | Gustavo Kuerten     | 6:1, 6:2      |
| 3.  | 2. August 1999  | Posen    | Sand  | Fredrik Jonsson     | 6:4, 6:2      |
| 4.  | 25. August 2003 | Brindisi | Sand  | Francisco Fogués    | 7:5, 1:6, 7:5 |

#### Finalteilnahmen
| Nr. | Datum            | Turnier  | Belag | Finalgegner     | Ergebnis |
| --- | ---------------- | -------- | ----- | --------------- | -------- |
| 1.  | 26. Februar 2001 | Acapulco | Sand  | Gustavo Kuerten | 4:6, 2:6 |